# Archipel Nordenskiöld

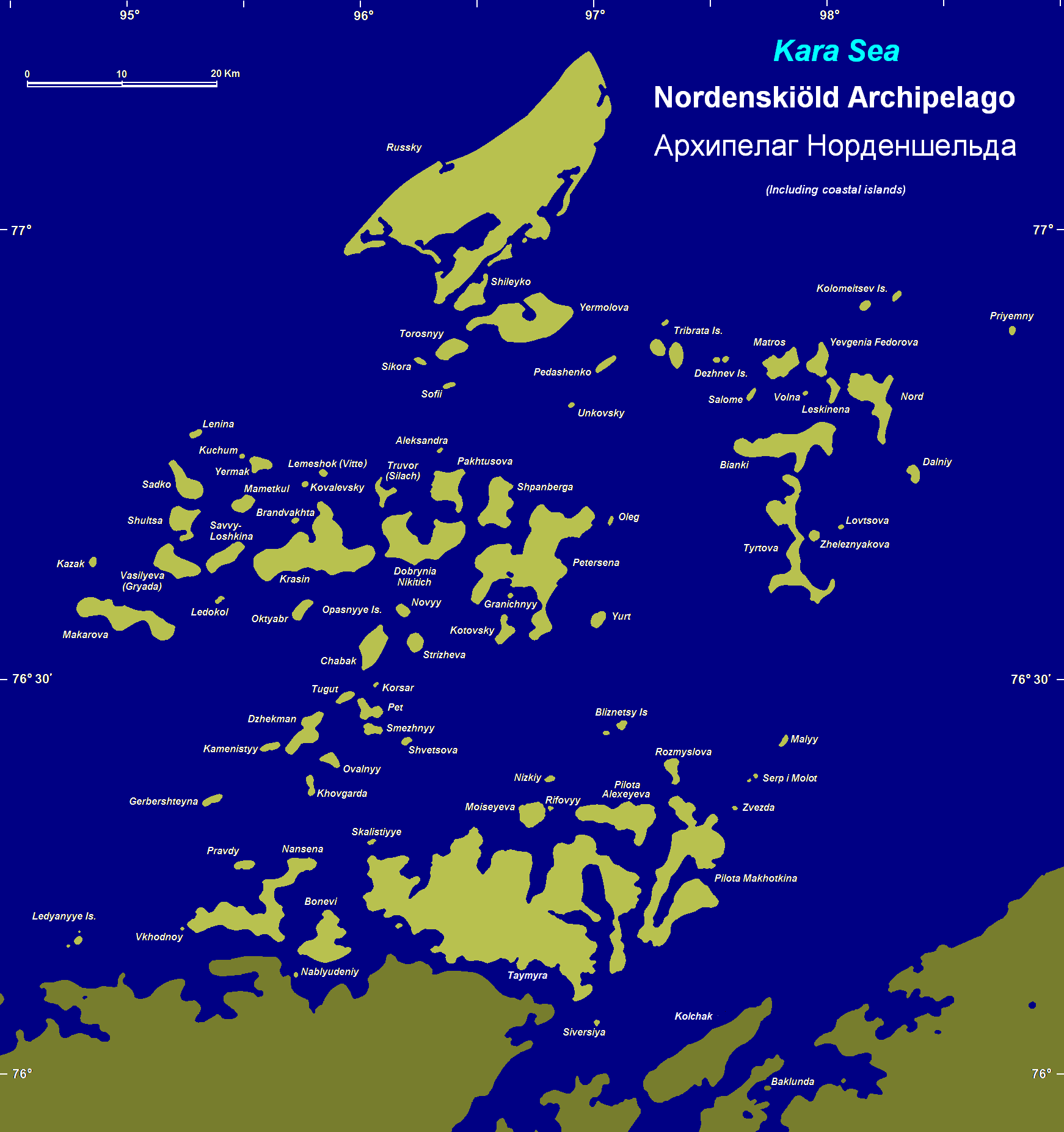
L´archipel Nordenskiöld et ses îles voisines.

Distribution des groupes de l´archipel Nordenskiöld.

L'archipel Nordenskiöld (en russe : Архипелаг Норденшельда, Arkhipelag Nordenchelda) est un groupe d'îles situé dans l'Est de la mer de Kara. Sa limite orientale se trouve à 75 km à l'ouest de la péninsule de Taïmyr.

## Géographie
L'archipel se compose d'environ quatre-vingt-dix îles froides, battues par les vents et désolées. Toutes ces îles sont inhabitées. L’île Taïmyr est séparée du continent par le détroit homonyme, large en sa partie la plus réduite d'un seul kilomètre, tandis que l’île Rousski, au nord de l'archipel, est distante de 84 km des côtes du kraï de Krasnoïarsk.
L'archipel a été divisé en cinq groupes géographiques, d'ouest en est :
- Îles Tsivolko (острова Циволько, ostrova Tsivolko) 76° 44′ N, 94° 38′ E.
- Îles Vilkitski (острова Вилькицкого, ostrova Vilkitskogo) 76° 25′ N, 95° 15′ E. Le point culminant de l'archipel (107 m) est situé sur l'île Tchabak.
- Îles Pakhtoussov (острова Пахтусова, ostrova Pakhtoussova) 76° 37′ N, 95° 53′ E.
- Îles Litke (острова Литке, ostrova Litke) 76° 49′ N, 96° 36′ E. À ce groupe est parfois rattachée l’île Rousski (остров Русский) 77° 03′ N, 96° 09′ E. Située à l'extrémité nord de l'archipel, elle est l'île qui possède la plus grande superficie.
- Îles Vostotchnye (Восточные острова) 76° 38′ N, 97° 30′ E. Ce groupe inclut les îles Kolomeïtsev (острова Коломейцева, ostrova Kolomeïtseva) 76° 56′ N, 97° 48′ E.

Les îles de l'archipel Nordenskiöld sont constituées de roches magmatiques et recouvertes de toundra. Bien qu'elles ne soient pas plates, l'altitude de ces îles est modérée, car le point le plus haut de l'archipel est de seulement (107 m) sur l'île Tchabak, du groupe Vilkitski. L'île la plus grande est l'île Rousski, à la pointe nord de l'archipel.
L'archipel Nordenskiöld s'étend sur près de 100 km de long pour une largeur de 90 km. Les grandes îles côtières, comme l'île Taïmyr, sont parfois considérées comme une partie de cet archipel, car sur le plan géologique, les îles de l'archipel Nordenskiöld sont un prolongement des îles de la côte.
Les îles de l'archipel Nordenskiöld sont soumises aux rigueurs du climat arctique et couvertes de neige d'octobre à mai. L'hiver est très long, avec des températures très basses, des tempêtes de neige et des ouragans de vents froids. Les eaux autour des îles sont presque toujours couvertes de glace. L'été est très court, il ne dure que deux mois. Souvent le brouillard et la pluie ne laissent pas monter les températures, si bien que certaines années, la glace entre les îles ne fond pas.
L´archipel Nordenskiöld appartient administrativement au kraï de Krasnoïarsk de la Russie.

## Histoire
En 1740, Nikifor Tchekine, un explorateur russe qui faisait partie de la Deuxième expédition du Kamtchatka a atteint cet archipel, mais il n'a pas eu le temps ni les moyens de l'explorer. Plus d'un siècle s'est écoulé avant qu'un autre explorateur, le baron Adolf Erik Nordenskiöld pendant son épique voyage de l'Atlantique au Pacifique par la route du Nord-Est ne passe près de ces îles et confirme leur existence.
Quelques années après, en 1893, Fridtjof Nansen donnait à cet archipel le nom du baron Nordenskiöld, lors de son voyage arctique avec le Fram. En naviguant parmi ces îles glacées et inexplorées avec son bateau, Nansen a eu l'expérience des « eaux mortes ».
Le premier à faire une exploration géographique sérieuse de l'archipel de Nordenskiöld a été le capitaine Fiodor Matisen (en) en mars 1901. Matisen était le deuxième capitaine du bateau Zaria lors de l'expédition polaire russe de 1900–1903 du baron Edouard von Toll de l'Académie des Sciences de Russie. Pendant l'hivernage du Zaria, Toll a envoyé Matisen faire une exploration géographique détaillée des terres inconnues. Le capitaine Matisen a exploré l'archipel Nordenskiöld d'un bout à l'autre plusieurs fois avec des traîneaux de chiens prenant des mesures pour déterminer la position et l'altitude, et prélevant des échantillons. Au cours de deux voyages, Matisen a divisé l'archipel en quatre des cinq groupes qui le constituent aujourd'hui et a établi la première carte topographique des îles du Nordenskiöld. Pendant cet effort le capitaine Matisen a aussi nommé plus de quarante îles.
Plus de trente ans s'écoulent et après la révolution russe l'archipel a été exploré sommairement par une expédition envoyée par l'Institut arctique de l'Union soviétique à bord du brise-glace Gueorgui Sedov. À la suite de ce voyage en 1935, le gouvernement de l'URSS inaugure une station météorologique sur l'île Rousski. Cette île est choisie à cause de sa proximité avec le passage du Nord-Est. À l'été 1937, une autre expédition de l'Institut arctique de l'Union soviétique à bord du brise-glace Toros effectue des relevés hydrographiques autour de l'archipel Nordenskiöld. Quelques îles sans nom ont été baptisées de noms de personnalités communistes.
En 1940, une station arctique temporaire est construite sur l'île Tyrtov (Tyrtova).
En août 1942, pendant l'opération Wunderland, le croiseur de la Kriegsmarine Admiral Scheer attaque le brise-glace russe Sibiriakov, commandé par le capitaine Kacharev, devant l'île Rousski. Le Sibiriakov coule après avoir résisté un temps à l'assaut du bateau allemand plus moderne et mieux équipé.
En 1975, pendant la guerre froide, la station de l'île Tyrtov ferme définitivement.
La station arctique de l'île Rousski a été fermée en 1999.

## Écologie

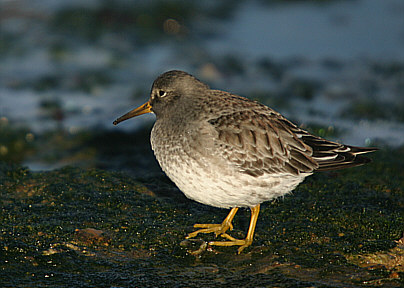
Le bécasseau violet habite les îles de l'Archipel Nordenskiöld l'été.

Depuis mai 1993, l'archipel Nordenskiöld fait partie de la réserve naturelle du Grand Arctique, la plus grande réserve naturelle de Russie et la troisième plus grande du monde.
On rencontre des baleines, des phoques et des morses dans les eaux autour de l'archipel. Les ours blancs (Ursus arctos maritimus) habitent les zones côtières des îles et la banquise.
Toutes les îles de l'archipel sont couvertes de toundra. Les animaux les plus communs sur la terre ferme sont le lemming des toundras, le bécasseau violet, le bécasseau sanderling, le bécasseau minute et le tournepierre qui jouissent de l'écosystème de l'archipel Nordenskiöld avec très peu d'interférence humaine.
Des recherches scientifiques sur la faune et la flore de l'Archipel Nordenskiöld ont eu lieu utilisant la station arctique de l'île Rousski comme base.